# Bis zur bitteren Neige
Pour plus de détails, voir Fiche technique et Distribution.
Bis zur bitteren Neige est un film dramatique ouest-allemand réalisé par Gerd Oswald et sorti en 1975.
Il s'agit d'une adaptation du roman éponyme de Johannes Mario Simmel paru en 1962.

## Synopsis
Une ancienne vedette de cinéma, qui mène désormais une vie dissolue financée par sa riche épouse, se voit offrir la possibilité de reprendre un rôle dans une production dont le tournage est sur le point de commencer.

## Fiche technique
- Titre original : Bis zur bitteren Neige[1],[2] (litt. « Jusqu'à la lie »)
- Réalisateur : Gerd Oswald
- Scénario : Manfred Purzer
- Photographie : Charly Steinberger
- Montage : Lotte Klimitschek
- Musique : Klaus Doldinger
- Sociétés de production : GGB-Gesellschaft für Geschäftsführung und Beteiligung mbH & Co. 1. Filmproduktions-KG (Munich) ; Roxy Film GmbH & Co. KG (Munich)
- Pays de production :  Allemagne de l'Ouest
- Langue de tournage : allemand
- Format : Couleur - 1,66:1 - Son mono - 35 mm
- Durée : 105 minutes (1h45)
- Genre : Drame
- Dates de sortie :
  - Allemagne de l'Ouest : 23 octobre 1975

## Distribution
- Maurice Ronet : Paul Jordan
- Suzy Kendall : Joan Jordan, sa femme
- Susanne Uhlen : Shirley Jordan, sa fille
- Christine Wodetsky : Natacha Petrovna
- Karl Renar : Mörtl
- Balduin Baas : Arthur M. Fogosch, réalisateur de cinéma
- Rudolf Fernau : Dr. Schauberg
- Herbert Prikopa : Polzfuß
- Wolfgang Gasser : Schinzel
- Heinz Marecek : Chuck O'Donovan, directeur de la photographie
- Regine Felden-Hatheyer : Anita Smetana
- Marianne Wischmann
- Maria Guttenbrunner : Jeanette Remy
- Fritz Goblirsch : Assistant caméra
- Manfred Spies (de) : Jerry
- Erich Padalewski : Enseignant
- Ferdy Mayne : Sidney Wallace, acteur
- August Zirner (en):Tom
- Gisela Uhlen